# Kurt Ravn
Kurt Ravn (født 29. december 1947 i Seest) er dansk skuespiller og sanger. I tv-serien Matador spillede han jernbanearbejderen Lauritz Jensen, oftest kaldet "Røde", der er aktiv i kommunistpartiet, og som bliver gift og får børn med stuepigen Agnes. Kurt Ravn er også en anerkendt sanger. 
Desuden spiller han hovedpersonens far i politiserien Anna Pihl. Han spiller Agent Grå i DR1's julekalender Tidsrejsen.
I 1980'erne og 1990'erne medvirkede han i tv-satire-programmerne Så GiKK og Den gode, den onde og den virk'li sjove.
Han er uddannet fra Statens Teaterskole i 1973.

## Privatliv
Kurt Ravn var på ferie i Phuket da tsunamien fra jordskælvet i Det Indiske Ocean 2004 ramte området. Han brækkede en arm og fik en række andre kvæstelser.

## Hæder
- 1981: Bedste mandlige birolle for Jeppe på bjerget
- 2011: Bedste mandlige birolle for Smukke mennesker

## Filmografi

### Film
| År   | Titel                                     | Rolle                        |
| ---- | ----------------------------------------- | ---------------------------- |
| 1973 | Fætrene på Torndal                        | Jørgen Iversen               |
| 1978 | Vinterbørn                                | Allan, Lindas mand           |
| 1979 | Johnny Larsen                             | Arbejdssøgende               |
| 1980 | Verden er fuld af børn                    | Bo, teaterarbejder           |
| 1980 | Pigen fra havet                           | Jens                         |
| 1981 | Olsen-bandens flugt over plankeværket     | Kemikaliechauffør            |
| 1981 | Jeppe på bjerget                          | Erik, lakaj                  |
| 1982 | Olsenbandens aller siste kupp             | Kemikaliechauffør            |
| 1984 | Tro, håb og kærlighed                     | Kurt, Inges forlovede        |
| 1988 | Glashjertet                               | Peter og Majas far           |
| 1988 | Ved vejen                                 | Huus, godsforvalter          |
| 1992 | Snøvsen                                   | Lektor Blomme, Pernilles far |
| 1993 | Hjælp - Min datter vil giftes             | Bjarne, frisør               |
| 1994 | Snøvsen Ta'r Springet                     | Lektor Blomme, Pernilles far |
| 1994 | Bryllupsfotografen                        | Daniel Svare                 |
| 1997 | Nonnebørn                                 | Læge                         |
| 1998 | Olsen-bandens sidste stik                 | Kjelds stemme                |
| 2004 | Oh Happy Day                              | Preben                       |
| 2004 | Kongekabale                               | John Erhardsen               |
| 2005 | Store planer                              | Gunnar                       |
| 2005 | Fluerne på væggen                         | Arne                         |
| 2006 | Drømmen                                   | Læge                         |
| 2006 | Tempelriddernes skat                      | Erik Isaksen                 |
| 2007 | Cecilie                                   | Karsten                      |
| 2007 | Tempelriddernes skat II                   | Erik Isaksen                 |
| 2008 | En enkelt til Korsør                      | Wilhelm                      |
| 2009 | Julefrokosten                             | Johannes                     |
| 2010 | Det grå guld                              | John                         |
| 2011 | Alle for en                               | Arno                         |
| 2012 | Lærkevej - Til døden os skiller           | Georg                        |
| 2013 | Alle for to                               | Arno                         |
| 2014 | Far til fire - Onkel Sofus vender tilbage | Onkel Anders/Sofus           |
| 2014 | Kartellet                                 | Preben Pedersen              |
| 2014 | Kapgang                                   | Morfar                       |
| 2015 | Far til fires vilde ferie                 | Onkel Anders                 |
| 2017 | Alle for tre                              | Arno                         |
| 2017 | Gælden                                    |                              |
| 2017 | Hodja fra Pjort                           |                              |
| 2018 | Happy ending                              |                              |

### Tv-serier
| År        | Titel                     | Rolle                            | Noter                 |
| --------- | ------------------------- | -------------------------------- | --------------------- |
| 1977-1980 | En by i provinsen         | Finn Knudsen, styrmand           |                       |
| 1978-81   | Matador                   | Lauritz 'Røde' Jensen            |                       |
| 1981      | Krigsdøtre                | Jørgen                           | afsnit 2 3            |
| 1982      | Opfinderkontoret          | Hr. Ryg senior                   | afsnit 1              |
| 1985      | Mor er major              | Premierløjnant F. Jørgensen      |                       |
| 1988      | To som elsker hinanden    | Johannes Jørgensen               |                       |
| 1988      | Far på færde              | Hans Peter                       | Miniserie             |
| 1991-1996 | Landsbyen                 | Bjarne Mortensen, kreditchef     |                       |
| 1992      | Gøngehøvdingen            | Tam                              | afsnit 2 3 6 8 9 13   |
| 1992      | Mørklægning               | Stig Andersen, kriminalbetjent   | afsnit 1              |
| 1993      | Tre ludere og en lommetyv | Ole, Donna's far                 | afsnit 2 3 4 5 6      |
| 1993      | Jul i Juleland            | karse - nisse                    | Julekalender          |
| 1994      | Riget I                   | Zakariasens søn                  | afsnit 2              |
| 1996-1997 | Bryggeren                 | Kogsbølle                        | afsnit 7 8 9 10 11    |
| 1996      | Renters rente             | Kriminalassistent Munkebo        |                       |
| 1999-2000 | Olsen-bandens første kup  | Lærer Madsen                     | Julekalender          |
| 2000-2004 | Rejseholdet               | Thyssen                          | afsnit 28             |
| 2001-2003 | Langt fra las vegas       | Præst                            | afsnit 15             |
| 2005-2012 | Jul i Valhal              | Mimer                            | Julekalender          |
| 2006-07   | Anna Pihl                 | Henning, Annas far               |                       |
| 2008      | Maj og Charlie            | Skuespiller                      |                       |
| 2007-2009 | 2900 Happiness            | Frandsen                         |                       |
| 2009      | Forbrydelsen II           | Gert Grue Eriksen, statsminister |                       |
| 2009-2010 | Lærkevej                  | Georg                            | afsnit 19 20 21 22    |
| 2012-2017 | Rita                      | Lærer Rostrup                    | afsnit 25 26 27 31 32 |
| 2014      | Tidsrejsen                | Agent Grå                        | Julekalender          |
| 2016      | Bedre skilt end aldrig    | Leif                             | afsnit 1 3 4 8        |
| 2016-2019 | Bedrag                    | Bankdirektør                     | afsnit 9              |
| 2021      | Klovn (tv-serie)          | (syg) Kurt Ravn                  | S8:E4                 |
| 2021      | Kometernes jul            | Viggo V                          | Julekalender          |
| 2022      | Sommerdahl                | Otto (Også kaldet "Kongen")      |                       |
| 2024      | Tidsrejsen 2              | Agent Grå                        | Julekalender          |

Stemmeskuespil
| År   | Titel                            | Rolle        | Noter         |
| ---- | -------------------------------- | ------------ | ------------- |
| 1982 | Snehvide og de syv dværge (1937) | Prosit       |               |
| 1992 | Aladin                           | Fortæller    |               |
| 1994 | Svaneprinsessen                  | Didriksen    | Fortælleren   |
| 2004 | Polar Ekspressen                 | Vagabond     |               |
| 2004 | De utrolige                      | Dicker       |               |
| 2007 | Rotter i køkkenet                |              |               |
| 2007 | Ratatouille                      | Django       |               |
| 2013 | Olsen-banden på dybt vand        | Kjeld Jensen | Yvonne's mand |
| 2015 | Albert                           |              |               |
| 2018 | De utrolige 2                    | Rick Dicker  |               |

| År   | Titel                          | Rolle | Noter |
| ---- | ------------------------------ | ----- | ----- |
| 1978 | Bristol Teatret                |       |       |
| 1986 | Tivoli                         |       |       |
| 1989 | Tivoli Frihedens revyer, århus |       |       |
| 1989 | Århus revyen                   |       |       |
| 2009 | Det kongelige Teater           |       |       |

## Diskografi
Solo
- Rigtig Placering (1980)
- Frihed Uden Egoisme (1990)
- Ekbatana (1992)
- Jul Med Kurt Ravn (1995)
- Music Of The Night (1997)
- Stille Som Sne (2003)
- Jeg Gi'r Dig Min Morgen (2009)

Med andre
- Det Er Her, Det Er Nu (1980) med Hanne Uldal Pia Rosenbaum og Svend Skippers Trio
- Så Du Røgen (1983) med Karen-Lise Mynster, Holger Laumann & Halfdan Rasmussen
- Vi Valgte De 4 Årstider (1986) med Fini Høstrup, Jan zum Vohrde & Niels-Henning Ørsted Pedersen
- Vinter, Å Vinter - Danish Winter Songs (1988) med Kirsten Vaupel Og Vintermusikanterne
- Jomfru Gloriant (1990) . digte af Otto Gelsted sunget af Kurt Ravn Musik af Nicolai Engstrøm